# Agence de protection de l'environnement des États-Unis
United States Environmental Protection Agency
Pour les articles homonymes, voir Agence de protection de l'environnement et EPA.

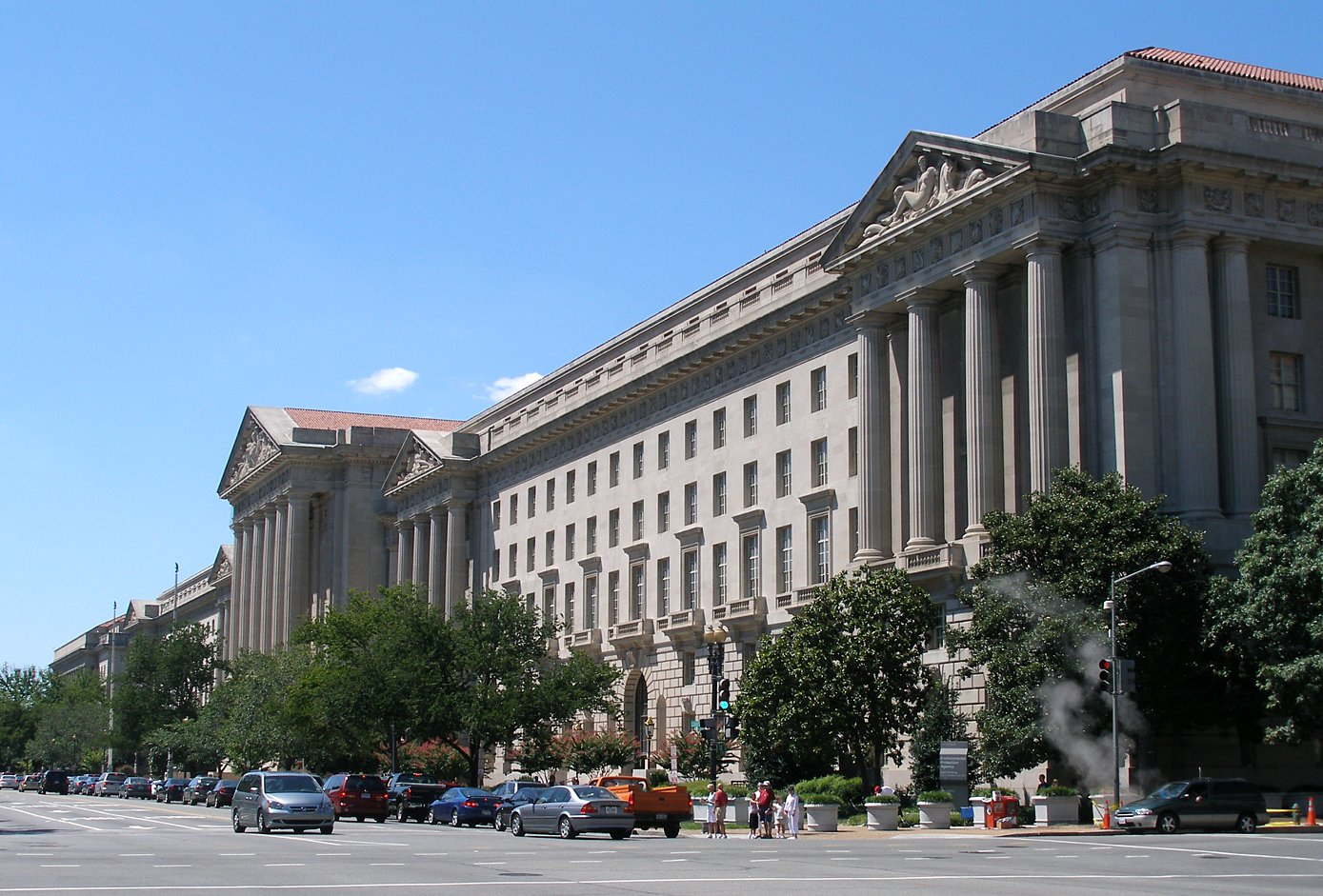
Le siège de l'EPA à Washington.

L’Agence de protection de l’environnement des États-Unis (en anglais : United States Environmental Protection Agency ou EPA) est une agence indépendante du gouvernement des États-Unis, dont les activités sont cependant contrôlées par le Comité des sciences, de l'espace et des technologies de la Chambre des représentants des États-Unis. Elle a été créée sur proposition du président Nixon le 9 juillet 1970, qui signe le décret présidentiel le 2 décembre 1970, dans la foulée du jour de la Terre pour étudier et protéger la nature et la santé des citoyens des États-Unis.
Sa mission est de « protéger la santé humaine et de sauvegarder les éléments naturels — l’air, l’eau et la terre — essentiels à la vie. »
En 2014, elle emploie environ 15 500 personnes, elle compte dix bureaux régionaux et 17 centres de recherche. L'EPA est dirigée par un administrateur nommé par le président des États-Unis et confirmé par le Sénat, membre du cabinet.
Le siège de l'agence est le bâtiment fédéral Ariel Rios, situé dans le quartier du Triangle fédéral à Washington.

## Activités
L'agence élabore et fait respecter la règlementation sur l'environnement, gère les allocations budgétaires qui appuient les programmes environnementaux, effectue la recherche relative aux questions environnementales et en informe le public américain. Elle a donc une fonction pédagogique. Le Bureau des affaires internationales de l'EPA est responsable des efforts de réduction de pollution transnationale. Il encourage aussi la gouvernance éthique de la politique environnementale internationale.
En 2015, ses ressources budgétaires étaient de 8,139 milliards de dollars. Le nombre d’employés de l’agence a été réduit de près d’un quart entre 2000 et 2020.

## Histoire
En 1970, sous la présidence de Richard Nixon, l'EPA est créée par la loi nationale sur l'environnement (le National Environmental Policy Act, dit « NEPA »). Son premier directeur est William Ruckelshaus.
En 1972, l'EPA met en place le système FTP qui teste la consommation des modèles automobiles et qui devient obligatoire pour leur homologation par le constructeur.
En 1992, le programme Energy Star est initié par l'EPA.
Le 17 avril 2009, l'EPA reconnaît le dioxyde de carbone comme un contaminant chimique atmosphérique et désigne officiellement comme gaz à effet de serre six substances chimiques : le dioxyde de carbone, le méthane (CH4), l'oxyde nitreux (NO2), des hydrofluorocarbures (HFC), des perfluorocarbures (PFC) et l'hexafluorure de soufre (SF6).
En novembre 2016, Donald Trump nomme Myron Ebell à la tête de l'EPA pour diriger une équipe chargée de préparer la transition entre les administrations Obama et Trump, et de réfléchir à l'avenir de l'agence. Depuis plus de vingt ans, Myron Ebell, climatosceptique notoire, conteste vigoureusement la réalité de l’influence des hommes sur le climat et attaque les efforts faits aux États-Unis pour limiter les émissions de gaz à effet de serre,. Pour cela il mettait en œuvre une stratégie mise au point par l'industrie du tabac, réutilisée et promue par plusieurs think tank libertariens dont l'Institut Heartland et le « Competitive Enterprise Institute » (présidé par Myron Ebell) : introduire le doute par tous les moyens dans l’opinion, en faisant croire que les chercheurs sont « alarmistes » et en affirmant qu'il n'y a pas de consensus de la communauté des chercheurs sur le fait que l'Homme soit devenu déterminant dans le changement climatique. Son think tank, financé par des fonds privés, est considéré comme un puissant lobby au service des industriels américains, proche des frères Koch, deux milliardaires libertariens qui ont bâti leur fortune dans le pétrole, le charbon, la finance et la chimie. Ebell est aussi président d'une coalition dénommée Cooler Heads Coalition, qui affirme également que les scientifiques du climat sont alarmistes.
Le 17 février 2017, Scott Pruitt prend la tête de l'Agence, nommé administrateur de l'EPA par le président Donald Trump, nomination controversée notamment parce qu'il a passé une partie de sa carrière à attaquer l'EPA et les politiques environnementales des États-Unis, mais aussi pour son manque d'expérience dans le domaine de la planification et de la gestion administrative de l'environnement et de l'énergie, et enfin parce qu'il pourrait être en situation de conflit d'intérêts vis-à-vis des industries des énergies fossiles qui l'ont financé et soutenu et qu'il a soutenu avant sa nomination à ce poste-clé. Après des accusations de dépenses trop excessives, il est limogé le 5 juillet 2018 et est remplacé par l'administrateur adjoint Andrew R. Wheeler.
Le 11 mars 2021, le démocrate Michael S. Regan entre en fonction, sous la présidence de Joe Biden.
Le 29 janvier 2025, la nomination de Lee Zeldin, choisi par Donald Trump, est approuvée par le Sénat américain. Proche de Donald Trump et ancien élu républicain au Congrès, il a reçu 56 voix en sa faveur, 42 contre.
En juillet 2025, l'agence annonce la mise en place d'un plan de suppression de 22 % de ses salariés, quelques mois après les annonces de Donald Trump souhaitant supprimer 65 % des effectifs de l'agence de protection de l'environnement.

## Législation
| Année | Nom                                                                                      | Thème                        | Références |
| ----- | ---------------------------------------------------------------------------------------- | ---------------------------- | ---------- |
| 1955  | Air Pollution Control Act (en)                                                           | Air                          | PL 84-159  |
| 1963  | Clean Air Act                                                                            | Air                          | PL 88-206  |
| 1965  | Motor Vehicle Air Pollution Control Act (en)                                             | Air                          | PL 89-272  |
| 1966  | Clean Air Act Amendments of 1966                                                         | Air                          | PL 89-675  |
| 1967  | Air Quality Act                                                                          | Air                          | PL 90-148  |
| 1969  | Loi nationale sur l'environnement                                                        | Air                          | PL 91-190  |
| 1970  | Clean Air Act Extension                                                                  | Air                          | PL 91-604  |
| 1976  | Toxic Substances Control Act (en)                                                        | Air                          | PL 94-469  |
| 1977  | Clean Air Act Amendments of 1977                                                         | Air                          | PL 95-95   |
| 1990  | Clean Air Act Amendments of 1990                                                         | Air                          | PL 101-549 |
| 1948  | Water Pollution Control Act                                                              | Océans, mers, fleuves        | PL 80-845  |
| 1965  | Water Quality Act                                                                        | Océans, mers, fleuves        | PL 89-234  |
| 1966  | Clean Waters Restoration Act                                                             | Océans, mers, fleuves        | PL 89-753  |
| 1969  | Loi nationale sur l'environnement                                                        | Océans, mers, fleuves        | PL 91-190  |
| 1970  | Water Quality Improvement Act                                                            | Océans, mers, fleuves        | PL 91-224  |
| 1972  | Water Pollution Control Act                                                              | Océans, mers, fleuves        | PL 92-500  |
| 1974  | Safe Drinking Water Act                                                                  | Océans, mers, fleuves        | PL 93-523  |
| 1976  | Toxic Substances Control Act                                                             | Océans, mers, fleuves        | PL 94-469  |
| 1977  | Clean Water Act                                                                          | Océans, mers, fleuves        | PL 95-217  |
| 1987  | Water Quality Act                                                                        | Océans, mers, fleuves        | PL 100-4   |
| 1918  | Convention concernant les oiseaux migrateurs                                             | Nature                       |            |
| 1964  | Wilderness Act of 1964                                                                   | Nature                       | PL 88-577  |
| 1968  | Scenic Rivers Preservation Act                                                           | Nature                       | PL 90-542  |
| 1969  | Loi nationale sur l'environnement                                                        | Nature                       | PL 91-190  |
| 1970  | Wilderness Act of 1970                                                                   | Nature                       | PL 91-504  |
| 1977  | Surface Mining Control and Reclamation Act                                               | Nature                       | PL 95-87   |
| 1978  | Wilderness Act of 1978                                                                   | Nature                       | PL 98-625  |
| 1980  | Alaska Land Protection Act                                                               | Nature                       | PL 96-487  |
| 1994  | California Desert Protection Act                                                         | Nature                       | PL 103-433 |
| 1946  | Coordination Act                                                                         | Espèces en voie d'extinction | PL 79-732  |
| 1966  | Endangered Species Preservation Act                                                      | Espèces en voie d'extinction | PL 89-669  |
| 1969  | Endangered Species Conservation Act                                                      | Espèces en voie d'extinction | PL 91-135  |
| 1972  | Marine Mammal Protection Act                                                             | Espèces en voie d'extinction | PL 92-522  |
| 1973  | Endangered Species Act de 1973                                                           | Espèces en voie d'extinction | PL 93-205  |
| 1965  | Solid Waste Disposal Act                                                                 | Divers                       | PL 89-272  |
| 1969  | Loi nationale sur l'environnement                                                        | Divers                       | PL 91-190  |
| 1970  | Resource Recovery Act                                                                    | Divers                       | PL 91-512  |
| 1976  | Resource Conservation and Recovery Act                                                   | Divers                       | PL 94-580  |
| 1980  | Comprehensive Environmental Response, Compensation, and Liability Act (« Superfund »)    | Divers                       | PL 96-510  |
| 1982  | Nuclear Waste Repository Act                                                             | Divers                       | PL 97-425  |
| 1982  | Hazardous and Solid Wastes Amendments Act                                                | Divers                       |            |
| 1986  | Superfund Amendments and Reauthorization Act                                             | Divers                       | PL 99-499  |
| 2002  | Small Business Liability Relief and Brownfields Revitalization Act (« Brownfields Law ») | Divers                       | PL 107-118 |
| 1972  | Federal Environmental Pesticide Control Act                                              | Divers                       | PL 92-516  |
| 1972  | Ocean Dumping Act                                                                        | Océans, mers, fleuves        |            |

## Flotte
- RV Lake Guardian
- RV Lake Explorer II

## Logiciels
- EPANET
- EPA SWMM

## Dans la culture
Plusieurs films et séries télévisées mettent en avant l'Agence de protection de l'environnement :
Dans SOS Fantômes, les membres de l'équipe attirent l'attention de Walter Peck, un inspecteur de l'APE.
Dans l'épisode 21 de la saison 13 des Simpson, un agent de l'APE vient protéger une chenille appartenant à une espèce protégée.
Dans Les Simpson, le film, l'antagoniste principal, Russ Cargill, est le directeur de l'APE.